# سجين (مسلسل تلفزيوني)
سجين (المعروف أيضًا باسم Prisoner: Cell Block H في المملكة المتحدة والولايات المتحدة والنساء المحبوسات في كندا) ، هو مسلسل تلفزيوني أسترالي طويل تقع أحداثه في سجن نسائي خيالي، يدعى مركز Wentworth للاحتجاز الذي كان يقع في ضاحية Wentworth الوهمية في ملبورن.

## الحلقات
الأيام والأوقات المذكورة تخص قناة ATV-10 في ملبورن؛ قد تختلف الأيام والأوقات في مناطق أخرى من أستراليا.
| الموسم | الموسم | عام    | البث الأصلي      | البث الأصلي    | فسحة زمنية                                                                                    | عدد الحلقات | عدد الحلقات |
| الموسم | الموسم | عام    | افتتاح الموسم    | نهاية الموسم   | فسحة زمنية                                                                                    | عدد الحلقات | عدد الحلقات |
| ------ | ------ | ------ | ---------------- | -------------- | --------------------------------------------------------------------------------------------- | ----------- | ----------- |
|        | 1      | 1979   | 27 فبراير 1979 * | 28 نوفمبر 1979 | الثلاثاء والأربعاء 8:30 مساء </br> الثلاثاء والأربعاء 7:30 بعد الظهر (الحلقة 166 إلى 204 فقط) | 79          | 1-79        |
|        | 2      | 1980   | 22 يناير 1980    | 12 نوفمبر 1980 | الثلاثاء والأربعاء 8:30 مساء </br> الثلاثاء والأربعاء 7:30 بعد الظهر (الحلقة 166 إلى 204 فقط) | 86          | 80-165      |
|        | 3      | 1981   | 4 فبراير 1981    | 11 نوفمبر 1981 | الثلاثاء والأربعاء 8:30 مساء </br> الثلاثاء والأربعاء 7:30 بعد الظهر (الحلقة 166 إلى 204 فقط) | 81          | 166-246     |
|        | 4      | 1982   | 9 فبراير 1982    | 9 نوفمبر 1982  | الثلاثاء والأربعاء 8:30 مساء </br> الثلاثاء والأربعاء 7:30 بعد الظهر (الحلقة 166 إلى 204 فقط) | 80          | 247-326     |
|        | 5      | 1983   | 1 فبراير 1983    | 3 نوفمبر 1983  | الثلاثاء والخميس 8:30 مساء                                                                    | 90          | 327-416     |
|        | 6      | 1984   | 17 يناير 1984    | 8 نوفمبر 1984  | الثلاثاء والخميس 8:30 مساء                                                                    | 89          | 417-505     |
|        | 7      | 1985   | 24 يناير 1985    | 5 نوفمبر 1985  | الثلاثاء والخميس 8:30 مساء                                                                    | 83          | 506-588     |
|        | 8      | 1986 * | 9 يناير 1986     | 11 ديسمبر 1986 | الثلاثاء والخميس 8:30 مساء                                                                    | 104         | 589-692     |

- تم عرض الحلقة الأولى في 26 فبراير 1979 في منطقة سيدني.
- انتهى بث الموسم الثامن في عام 1987 في بعض المناطق.

### إصدارات دي في دي
| عنوان DVD | عنوان DVD          | الحلقات | أقراص | يوم الاصدار   | وقت التشغيل (minutes) | تصنيف ACB |
| عنوان DVD | عنوان DVD          | الحلقات | أقراص | المنطقة 4     | وقت التشغيل (minutes) | تصنيف ACB |
| --------- | ------------------ | ------- | ----- | ------------- | --------------------- | --------- |
|           | كامل الموسم الأول  | 79      | 20    | 2 نوفمبر 2016 | 3555                  | M         |
|           | كامل الموسم الثاني | 86      | 21    | 11 يناير 2017 | 3949                  | M         |
|           | كامل الموسم الثالث | 81      | 21    | 8 فبراير 2017 | 3596                  | M         |
|           | كامل الموسم الرابع | 80      | 21    | 8 مارس 2017   | 3600                  | M         |
|           | كامل الموسم الخامس | 90      | 23    | 5 أبريل 2017  | 4001                  | M         |
|           | كامل الموسم السادس | 89      | 22    | 7 يونيو 2017  | 4001                  | M         |
|           | كامل الموسم السابع | 83      | 21    | 2 أغسطس 2017  | 3735                  | M         |
|           | كامل الموسم الثامن | 104     | 26    | 6 سبتمبر 2017 | 4680                  | M         |

## المبيعات في الخارج

### بلدان أخرى
بدأت عرض المسلسل في نيوزيلندا في مايو 1981 على التلفزيون الأول، حيث عرض مرتين في الأسبوع في الساعة 2:30 مساءً، ثم أعيد لاحقًا على SKY 1.
في جنوب إفريقيا، بدأت شبكة التليفزيون العامة SABC 1 في بث المسلسل في عام 1998، وعرض ليال الخميس الساعة 9 مساءً وتكرر العرض يوم الجمعة الساعة 10:45؛  تم إلغاؤه في 2 أكتوبر 2000، بعد الحلقة 156.
في البرازيل، بثت حوالي نهاية عام 1980 وأوائل عام 1981 بواسطة TVS (منذ إعادة تسمية SBT )، يوم الأحد الساعة 10 مساءً. [بحاجة لمصدر] تم عرض بالبرنامج اللغة البرتغالية البرازيلية محليًا بواسطة TVS وتم إلغاؤه بعد عرض الحلقة 82.

## جوائز وترشيحات
- 'جوائز Logie'

أفضل ممثلة رائدة في السلسلة - كارول بيرنز (1980) 
أفضل مسلسل درامي جديد - سجين (1980)
أفضل ممثلة رائدة في السلسلة - شيلا فلورانس (1981) 
أفضل برنامج دراما - سجين (1981)
المعرض الأكثر شعبية في فيكتوريا - سجين (1981)
الممثلة الأكثر شعبية - فال ليمان (1982) 
أفضل ممثلة رائدة في مسلسل - فال ليمان (1982)
أفضل برنامج دراما - سجين (1982)
أفضل ممثلة رائدة في مسلسل - فال ليمان (1983) 
أفضل ممثلة مساعدة في سلسلة - شيلا فلورانس (1983)
المعرض الأكثر شعبية في فيكتوريا - سجين (1985)
رشح: - جائزة لوجي الذهبية لأفضل شخصية في التلفزيون الأسترالي - فال ليمان (1980)
رشح: - جائزة لوجي الذهبية لأفضل شخصية في التلفزيون الأسترالي - فال ليمان (1981)
رشح: - أفضل ممثلة مساعدة في السلسلة - Betty Bobbitt (1982)
- 'جوائز بنجون'

أفضل أداء مستدام لممثلة في سلسلة - كارول بيرنز (1979)
مجموعة الممثلون الخاصون المتميزون - فال ليمان، شيلا فلورانس، كوليت مان وبيتي بوبيت (1981)
أفضل ممثلة في دور داعم في سلسلة - آن فيلان (1984)
أفضل ممثلة مسلسلة - آن فيلان (1985)
أفضل أداء مستدام - جيردا نيكولسون (1985)
شهادة الثناء - ماجي كيركباتريك (1985)
شهادة تقدير - جينيفيف ليمون (1985)
شهادة الثناء - جوي ويستمور (1985)
أفضل مسلسل درامي - سجين (1986)
أفضل أداء لممثلة في سلسلة - Glenda Linscott (1986)
- 'جوائز سامي'

أفضل ممثلة في سلسلة - شيلا فلورانس (1980)

## روابط خارجية
- سجين على موقع IMDb (الإنجليزية)
- سجين على موقع كينوبويسك (الروسية)
- سجين على موقع قاعدة بيانات الفيلم (الإنجليزية)